# Marian Barone
Marian Barone (Filadélfia, 1 de março de 1924 - Filadélfia, 14 de maio de 1996) foi uma ginasta que competiu em provas de ginástica artística pelos Estados Unidos.
Barone foi a primeira medalhista norte-americana em uma edição olímpica da ginástica artística feminina. Junto às companheiras Ladislava Bakanic, Consetta Carruccio-Lenz, Dorothy Dalton, Meta Elste-Neumann, Helen Schifano, Clara Schroth-Lomady e Anita Simonis, foi superada pelas tchecas e húngaras, conquistando o bronze nas Olimpíadas de Londres, na única prova feminina disputada: a por equipes. Antes de tornar-se medalhista olímpica, praticou e foi campeã nacional no basquete feminino, enquanto também conquistava medalhas em nível nacional pela modalidade artística da ginástica. Casou em 1947, alcançou pódios nacionais depois do êxito de 1948 e, aposentada do desporto, formou-se em Educação Física pela Universidade de Temple, passando então a lecionar até meados da década de 1960. Faleceu no ano de 1996, na mesma cidade de seu nascimento.